# Bogajo
Bogajo è un comune spagnolo di 201 abitanti situato nella comunità autonoma di Castiglia e León.

## Economia e società
Attualmente la maggior parte degli abitanti si dedica all'agricoltura e alla pastorizia, però nel paese ci sono anche alcune piccole aziende: muratura, 2 bar e un supermercato; la scuola locale accoglie approssimativamente una dozzina di bambini.